# Frank Kunišige

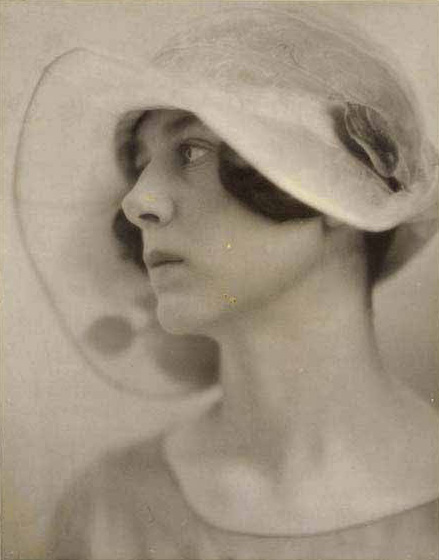
Betti, portrét neznámé ženy, 1924

Asakiči „Frank“ Kunišige (1879–1960) byl japonsko-americký piktorialistický fotograf a člen piktorialistického fotografického spolku Seattle Camera Club. Během svého života vystavoval svá díla na mnoha výstavách ve Spojených státech amerických i v zahraničí.

## Životopis
Frank Kunišige patřil v roce 1924 mezi zakladatele fotografického spolku Seattle Camera Club. Jednalo se o sdružení fotografů, které se z velké části skládalo z japonsko-amerických přistěhovalců. Mnoho nákladů na založení a provoz klubu převzal jeho kolega a lékař Kjo Koike, který se mimo jiné také staral o klubový zpravodaje Notan, což v japonštině znamená Světlo a stín. Fotografové se setkávali každý měsíc adrese na 508½ Main Street poblíž ordinace Dr. Koike. Na těchto setkáních si členové navzájem kritizovali tisky a diskutovali o aktuálních představách o fotografii. Dr. Koike zapisoval tyto diskuse do svého měsíčního bulletinu, stejně jako popisy fotografických výletů, které členové podnikali, jména členů, kteří vystavovali a komentáře o fotografii obecně. Mezi další významné členy spolku patřili: Soiči Sunami, Wayne Albee, Virna Hafferová, Ella E. McBride, ale také fotograf českého původu Drahomír Josef Růžička. Klub prosperoval celkem pět let. S blížícím se koncem se počet členů v klubu začal snižovat, a to především kvůli rostoucím ekonomickým obtížím, které vedly až k velké hospodářské krizi v roce 1929. Mnoho členů zastávalo málo placená místa a se zvýšenými cenami na trhu a nedostatkem pracovních míst si již nemohli dovolit kupovat filmy nebo jiné fotografické potřeby. Dne 11. října 1929 se v klubu uskutečnilo rozloučení. Zúčastnilo se pouze 7 členů, kteří v té době formálně klub rozpustili. Všechny rozsáhlé záznamy ze Seattle Camera Club byly odkázány členu klubu Iwaovi Macušitovi.
Frank Kunišige vytvořil a prodával svůj vlastní fotografický papír Textura Tissue, který si oblíbili členové klubu, protože zdůrazňoval měkké vlastnosti obrazu, čehož si piktorialističtí fotografové velmi cenili. Spolu s Waynem Albeem a Soičim Sunami pracoval pro umělkyni Ellu E. McBride v jejím fotografickém studiu. Během dvacátých let 20. století byla Kunišigova práce zahrnuta na mnoha významných mezinárodních výstavách, včetně výstav Královské fotografické společnosti v Londýně; Pittsburského salonu; salonu Buffalo; pařížského salonu a mnoho dalších. V letech 1925 až 1929 byl jedním z nejvystavovanějších piktorialistických fotografů na světě. Jeho práce byly publikovány v amerických i mezinárodních publikacích, včetně Photofreund, American Annual of Photography nebo Photo-Era.
Během internace japonských Američanů během druhé světové války byl Kunišige držen v Camp Harmony a poté byl převezen do internačního tábora Minidoky v Idahu.
Frank Kunišige zemřel v roce 1960, bylo mu asi 81 let.